# Canton de Saint-Remy-en-Bouzemont-Saint-Genest-et-Isson
Le canton de Saint-Remy-en-Bouzemont-Saint-Genest-et-Isson est un ancien canton français situé dans le département de la Marne et la région Champagne-Ardenne.

## Géographie
Ce canton était organisé autour de Saint-Remy-en-Bouzemont-Saint-Genest-et-Isson dans l'arrondissement de Vitry-le-François. 

## Représentation

### Conseillers généraux de 1833 à 2015
| Période | Période      | Identité                                     | Étiquette                          | Qualité |
| ------- | ------------ | -------------------------------------------- | ---------------------------------- | --- |
| 1833    | 1864 (décès) | François Henri Nicolas Williame (1792-1864)  |                                    | Juge de paix du canton de Saint-Remy-en-Bouzemont Propriétaire à Landricourt, maire d'Ambrières (1837-1848)             |
| 1864    | 1867         | Baron Alexandre de Benoist                   |                                    | Maire de Saint-Remy-en-Bouzemont                                                                                        |
| 1867    | 1870         | Baron Charles Alphonse de Bouvet (1796-1876) |                                    | Propriétaire, ancien Capitaine de hussards Maire de Saint-Remy-en-Bouzemont, ancien conseiller d'arrondissement         |
| 1870    | 1871         | Charles de Liniers (1805-1881)               |                                    | Général de division Propriétaire à Châtelraould-Saint-Louvent                                                           |
| 1871    | 1886         | Alexis Pilout                                | Républicain                        | Propriétaire à Gigny-aux-Bois                                                                                           |
| 1886    | 1898         | Pol Matthieu                                 | Républicain                        | Médecin à Paris, conseiller d'arrondissement Maire de Saint-Remy-en-Bouzemont (1881-1888)                               |
| 1898    | 1910         | Paul Perroche                                | Républicain Progressiste           | Avocat puis magistrat - Député (1902-1910) Maire d'Outines                                                              |
| 1910    | 1919         | Emile Thivet                                 | Alliance républicaine démocratique | Maire d'Arrigny (1904-1912)                                                                                             |
| 1919    | 1922         | Emile Lévylier                               | Entente républicaine démocratique  | Avocat à la Cour d'Appel de Paris Maire de Courdemanges                                                                 |
| 1922    | 1940         | Emile Bouilly                                | Rad.                               | Cultivateur Maire d'Arzillières (1912-1940), conseiller d'arrondissement                                                |
|         |              |                                              |                                    | |
| 1943    | 1945 (décès) | Jules Hutin                                  | Droite                             | Industriel laitier Conseiller d'arrondissement, maire de Blaise-sous-Arzillières Nommé conseiller départemental en 1943 |
|         |              |                                              |                                    | |
| 1945    | 1967         | Hector Bouilly                               | Rad.                               | Cultivateur Maire d'Arzillières (1940-1973)                                                                             |
| 1967    | 1979         | François de Bouvet                           | CD puis UDF-CDS                    | Propriétaire exploitant agricole Maire de Saint-Remy-en-Bouzemont-Saint-Genest-et-Isson                                 |
| 1979    | 2015         | Jean-Pierre Bouquet                          | PS                                 | Attaché d'administration Maire de Vitry-le-François (1989-2001 et depuis 2008) Député (1988-1993)                       |

### Conseillers d'arrondissement (de 1833 à 1940)
Le canton avait deux sièges de conseillers d'arrondissement.
| Période                                  | Période      | Identité                                     | Étiquette                                | Qualité |
| ---------------------------------------- | ------------ | -------------------------------------------- | ---------------------------------------- | --- |
| 1833                                     | 1842         | M. Auberiel                                  |                                          | Juge de paix à Saint-Rémy-en-Bouzemont                                                                      |
| 1833                                     | 1848         | M. Verrot                                    |                                          | Propriétaire, maitre de forges à Margerie                                                                   |
| 1842                                     | 1858         | Baron Charles Alphonse de Bouvet (1796-1876) |                                          | Maire de Saint-Rémy-en-Bouzemont                                                                            |
| 1848                                     |              | M. Roussel                                   |                                          | |
|                                          |              |                                              |                                          | |
| 1863                                     | 1873 (décès) | Jean-Baptiste Corbet                         | Républicain                              | Maire d'Outines (1846-1873)                                                                                 |
| 1870                                     | 1874         | Paul Duval                                   |                                          | |
| 1873                                     | 1877 (décès) | Gaston Corbet (fils du précédent)            | Républicain                              | Avocat |
| 1874                                     | 1886         | Pol Matthieu                                 | Centre gauche                            | Maire de Saint-Rémy-en-Bouzemont (1881-1888)                                                                |
| 1877                                     | 1886         | Frédéric Leseurre                            | Républicain                              | Président du Conseil d'arrondissement, maire d'Hauteville (1878-1895)                                       |
| 1886                                     | 1889 (décès) | Louis Dallemagne                             | Républicain                              | Maire d'Ambrières (1858-1881 et 1884-1888)                                                                  |
| 1886                                     | 1895         | Eugène Lorphelin                             | Républicain                              | |
| 1890                                     | 1892         | Ferdinand Loppin                             | Républicain                              | Instituteur, suppléant du juge de paix à Arrigny                                                            |
| 1892                                     | 1895         | Amédée Mauclerc                              | Républicain                              | Cultivateur, maire d'Hauteville                                                                             |
| 1895                                     | 1913         | Achille Loisy                                | Républicain libéral et progressiste      | Ancien conseiller d'arrondissement du canton de Thiéblemont                                                 |
| 1895                                     | 1907         | Alfred Philippe                              | Républicain libéral et progressiste      | Instituteur, maire d'Ambrières                                                                              |
| 1907                                     | 1913         | Théophile Ponsard                            | Alliance républicaine démocratique       | Instituteur, maire de Chichey                                                                               |
| 1913                                     | 1919         | Jules Lambert                                | Républicain libéral                      | |
| 1913                                     | 1919         | Léon Viret                                   | Républicain démocratique                 | Maire de Blaise-sous-Hauteville (1912-1920)                                                                 |
| 1919                                     | 1925         | Emile Boyet-Pothier                          | Républicain démocratique                 | Cultivateur, maire de Blaise-sous-Arzillières                                                               |
| 1919                                     | 1922         | Emile Bouilly                                | Parti républicain démocratique et social | Maire d'Arzillières (1912-1940)                                                                             |
| 1922                                     | 1940         | Léopold Vautrin                              | URD                                      | Maire de Giffaumont (1925-1940)                                                                             |
| 1925                                     | 1926 (décès) | Louis Dorget                                 | Rad.                                     | Maire de Saint-Chéron (1908-1926)                                                                           |
| 1926                                     | 1931         | Armand Champenois                            | Rad.                                     | Cultivateur à Giffaumont                                                                                    |
| 1931                                     | 1940         | Jules Hutin                                  | URD-PSF                                  | Maire de Blaise-sous-Arzillières                                                                            |
| 1940                                     |              |                                              |                                          | Les conseils d'arrondissement ont été suspendus par la loi du 12 octobre 1940 et n'ont jamais été réactivés |
| Les données manquantes sont à compléter. |              |                                              |                                          | |

(sources : "L'hérédité en République, les élus et leurs familles dans la Marne - https://books.openedition.org/septentrion/48293?lang=fr)

## Composition
Le canton de Saint-Remy-en-Bouzemont-Saint-Genest-et-Isson regroupait 20 communes et comptait 4 143 habitants (recensement de 1999 sans doubles comptes).
| Communes                                      | Population (2012) | Code postal | Code Insee |
| --------------------------------------------- | ----------------- | ----------- | ---------- |
| Ambrières                                     | 224               | 51290       | 51008      |
| Arrigny                                       | 256               | 51290       | 51016      |
| Arzillières-Neuville                          | 312               | 51290       | 51017      |
| Blaise-sous-Arzillières                       | 377               | 51300       | 51066      |
| Brandonvillers                                | 226               | 51290       | 51080      |
| Châtelraould-Saint-Louvent                    | 229               | 51300       | 51134      |
| Châtillon-sur-Broué                           | 60                | 51290       | 51135      |
| Drosnay                                       | 175               | 51290       | 51219      |
| Écollemont                                    | 49                | 51290       | 51223      |
| Giffaumont-Champaubert                        | 234               | 51290       | 51269      |
| Gigny-Bussy                                   | 243               | 51290       | 51270      |
| Sainte-Marie-du-Lac-Nuisement                 | 227               | 51290       | 51277      |
| Hauteville                                    | 188               | 51290       | 51286      |
| Landricourt                                   | 159               | 51290       | 51315      |
| Lignon                                        | 86                | 51290       | 51322      |
| Margerie-Hancourt                             | 207               | 51290       | 51349      |
| Outines                                       | 134               | 51290       | 51419      |
| Les Rivières-Henruel                          | 185               | 51300       | 51463      |
| Saint-Chéron                                  | 80                | 51290       | 51475      |
| Saint-Remy-en-Bouzemont-Saint-Genest-et-Isson | 592               | 51290       | 51513      |

## Démographie
| 1962  | 1968  | 1975  | 1982  | 1990  | 1999  | 2009 |
| ----- | ----- | ----- | ----- | ----- | ----- | ---- |
| 3 872 | 4 369 | 3 931 | 3 974 | 4 251 | 4 143 | -    |